# Världsmästerskapet i fotboll för herrar
Världsmästerskapet i fotboll för herrar (officiellt FIFA World Cup), även kallat fotbolls-VM, är en mästerskapstävling i fotboll för herrlandslag som har arrangerats av Fifa vart fjärde år sedan 1930, utom 1942 och 1946 då andra världskriget och dess följder tillfälligt satte stopp för arrangemanget.

## Huvudturneringen
I huvudturneringen (kallad VM-slutspelet) deltar 1998 till och med 2022 32 lag, och från och med 2026 48 lag. VM-slutspelet är slutfasen i en mer omfattande turnering som varar i upp till tre år och där cirka 200 lag deltar. Lagen kvalificerar sig för VM-slutspelet genom spel i olika geografiskt bestämda kvalgrupper, med undantag för värdländer (och även regerande världsmästare till och med 2002) som är direktkvalificerade.
| Konfederation | Världsdel                | Platser fr.o.m. 2026 (inkl. värdland) | Platser före 2026 (exkl. värdland) |
| ------------- | ------------------------ | ------------------------------------- | ---------------------------------- |
| Uefa          | Europa                   | 16                                    | 13                                 |
| Caf           | Afrika                   | 9                                     | 5                                  |
| AFC           | Asien och Australien     | 8                                     | 4,5                                |
| Conmebol      | Sydamerika               | 6                                     | 4,5                                |
| Concacaf      | Nord- och Centralamerika | 6                                     | 3,5                                |
| OFC           | Oceanien utom Australien | 1                                     | 0,5                                |
| Extrakval     |                          | 2                                     | –                                  |
| Totalt        |                          | 48                                    | 31 (+ värdland)                    |

## Historia
1904 bildades världsfotbollsförbundet Fifa. Fotboll var med på OS-programmet redan 1900, men fick officiell status av Fifa först 1908 när FA (engelska fotbollsförbundet) åtog sig att arrangera turneringen. OS-turneringarna 1900 och 1904 har i efterhand fått officiell status av Internationella olympiska kommittén (IOK) men inte av Fifa.
Fifa hade tidigt planer på att arrangera ett eget världsmästerskap, men planerna rann ut i sanden. I stället åtog sig Fifa 1914 att arrangera kommande OS-turneringar som nu fick status som "världsmästerskap för amatörer". På grund av första världskriget dröjde det till 1920 innan nästa OS hölls, men OS-turneringarna 1920, 1924 och 1928 blev stora publiksucceér.

### Beslut om VM
Fotbollsturneringen vid OS var bara öppen för amatörer. Professionell fotboll hade på 1920-talet införts i en rad länder även utanför Storbritannien, vilket utestängde många av de bästa spelarna. Fifa, med presidenten Jules Rimet som drivande kraft, bestämde sig nu slutligen för att arrangera en egen världsturnering i fotboll öppen för både amatörer och proffs. I maj 1929 beslöt Fifa att man skulle arrangera turneringen det kommande året. Uruguay tilldelades arrangörskapet av turneringen. Valet av värdland hade två huvudorsaker: dels att Uruguay hade dominerat världsfotbollen på 1920-talet och vunnit två raka OS-guld 1924 och 1928, och dels att Uruguay 1930 firade 100 år som suverän stat. Sveriges första professionella fotbollsspelare var Gunnar Nordahl som blev professionell 1949. Svenska landslaget fortsatte att bara spela med icke-professionella spelare i landslaget under följande två världsmästerskap men vid fotbolls-VM 1958, som spelades i Sverige, tillät förbundet professionella spelare.

### VM-premiär i Uruguay
Fifa bestämde att 16 lag skulle delta, men i den första turneringen i Uruguay deltog bara 13 lag. Den långa och dyra resan lockade bara fyra lag från Europa. Uruguay vann denna den första VM-turneringen.

### Bojkotter
Uruguay är det enda lag som bojkottat slutspelet som regerande mästare, vilket skedde 1934. 1938 drog sig Österrike ur på grund av anslutningen till Tyskland, varför enbart 15 lag deltog. I 1950 års mästerskap drog sig tre lag ur av olika skäl, varför endast 13 lag gjorde upp om titeln. Det var också sista mästerskapet där ett kvalificerat lag inte deltog i slutspelet.

### VM-pokalen
Den pokal som lagen skulle kämpa om fick från början namnet Coupe Jules Rimet efter Fifa-presidenten Jules Rimet. Det bestämdes att det första laget som vann VM tre gånger skulle få behålla pokalen för gott. 1970 blev Brasilien mästare för tredje gången, men pokalen blev stulen några år senare och har aldrig återfunnits. Den nuvarande pokalen, som introducerades 1974, är en vandringspokal som inget lag får behålla permanent, oavsett antalet segrar.

### Organisation
VM har till och med 2022 spelats 22 gånger och vunnits flest gånger av Brasilien som vunnit 5 titlar. Brasilien är också det enda lag som deltagit i samtliga VM. Tyskland (inklusive Västtyskland) har dock vunnit flest medaljer (4 guld, 4 silver och 4 brons: totalt 12 st). Därutöver har även Italien (4 titlar), Argentina (3 titlar), Uruguay och Frankrike (2 titlar vardera), samt England och Spanien (1 titel vardera) vunnit VM.
2002 arrangerades VM för första gången av två länder, Sydkorea och Japan, samt första gången i Asien. 2010 arrangerades VM för första gången av ett afrikanskt land, Sydafrika. 2026 kommer VM att anordnas för första gången av tre länder; Kanada, USA och Mexiko.

## VM-kval
Inför fotbolls-VM genomförs sedan VM 1934 kvalspel, där varje kontinent delas in i kvalgrupper. Genom kvalet kvalificerar sig lagen för huvudturneringen, VM-slutspelet. Hur många platser varje världsdel tilldelas har varierat genom åren. Från och med 1938 års turnering är värdlandet garanterat en plats utan kvalspel. 1938-2002 var även det regerande mästarlaget direktkvalificerat.
Inför den första turneringen 1930 fanns inget kvalspel. De lag som anmälde sig fick delta.

## VM-slutspelet
VM-slutspelet spelas vart fjärde år, vanligtvis under en månad med start i början av juni. Formerna har varierat genom åren, men för närvarande genomförs slutspelet med 32 inkvalade lag uppdelade på åtta grupper i ett gruppspel. De två bästa lagen i varje grupp går vidare till åttondelsfinal. Efter åttondelsfinaler följer kvartsfinaler, semifinaler, match om tredje pris och därefter final.

## VM:s storlek och popularitet
Fotbolls-VM har genom åren utvecklats till ett allt större evenemang. När fler och fler länder blev självständiga i framför allt Afrika och Asien höjdes allt fler röster för att antalet platser i slutspelet skulle öka, och inför VM 1982 utökades antalet till 24. Intresset för VM fortsatte att växa och i samband med att kalla kriget upphörde och en lång rad nya nationer blev självständiga bestämdes att antalet slutspelsplatser från och med VM 1998 skulle ökas till 32. Till VM 2026 kommer antalet lag att utökas igen, denna gång till 48 (se nedan).
Fotbolls-VM har efter hand växt till ett gigantiskt evenemang. 204 lag deltog i kvalturneringen till VM 2010, vilket var rekord. Fotbolls-VM kallas numera ibland världens största sportevenemang, större än till och med sommar-OS, beroende på vilka kriterier som används. Ackumulerat beräknas drygt 2,6 miljarder människor ha följt VM-slutspelet 2006 och inför VM-slutspelet 2010 väntades det rekordet slås och finalen bli det näst mest sedda sportevenemanget på TV någonsin efter OS-invigningen 2008. Enligt Fifas beräkningar såg närmare 910 miljoner människor åtminstone delar av VM-finalen 2010 och IOK beräknar att knappt 900 miljoner såg åtminstone delar av OS-invigningen 2012. OS-invigningen 2008 sågs emellertid av över en miljard människor. Inför VM-finalen 2014 beräknades drygt en miljard människor att helt eller delvis följa matchen - ungefär 1/7 av världens befolkning.

## VM-turneringar

### VM 2022
Den 2 december 2010 beslutade Fifa vilka länder som blir värd för 2018 och 2022 års VM. 2018 utsågs Ryssland till arrangör och 2022 Qatar. Ryssland blir det första östeuropeiska landet som arrangerar VM medan Qatar blir det första värdlandet från Mellanöstern. På senare tid har utnämningen av Qatar som arrangörsland kritiserats, mycket på grund av den höga temperaturen som kommer att råda under VM-slutspelet, men också när det gäller omröstningen och hur landet fick bli arrangör.
Kommande VM-turneringar väntas bli ännu dyrare än de senaste. Ryssland räknade med att lägga ned åtminstone 20 miljarder dollar, dubbelt så mycket som man ursprungligen räknade med. Inför VM-slutspelet 2022 beräknas Qatar spendera upp till 220 miljarder dollar; det blir i så fall det i särklass dyraste sportevenemanget i historien. Som jämförelse kostade det hittills dyraste sportevenemanget, sommar-OS i Peking 2008, 43 miljarder dollar, även om kostnaden för vinter-OS 2014 i Sotji tros bli ännu högre, cirka 50 miljarder dollar.
Förslag fanns på att utöka antalet platser i VM-slutspelet från dagens 32 till 40, kanske redan till VM 2018. En av förespråkarna för en utökning var Michel Platini, ordförande i det Europeiska Fotbollsförbundet Uefa. Platini ansåg att en utökning var befogad då Fifa har 209 medlemsförbund. Fotboll är världens populäraste sport och en utökning "skulle göra alla glada", menade Platini. Vid en eventuell ökning av antalet lag skulle spelformatet troligen ändras till att gruppspelet skulle bestå av åtta femlagsgrupper i stället för dagens åtta fyralagsgrupper.
Det fanns även en hel del kritiska röster till en utvidgning till 40 lag. Med ett spelformat med åtta femlagsgrupper skulle antalet gruppspelsmatcher öka från 48 till 80 och antalet matcher totalt till 96 från dagens 64. Kritikerna menade att ett antal lag skulle komma att delta "som inte håller måttet". Man ansåg också att VM-slutspelet skulle svälla så mycket att bara ett mycket litet antal länder skulle klara av att arrangera turneringen och att kostnaderna riskerade att skena i väg till helt orimliga nivåer.

### VM 2026
De ovan nämnda förslagen ledde inte till någon förändring, men den 10 januari 2017 beslutade Fifa om en utökning från och med 2026 års VM-slutspel. Antalet lag kommer att öka till hela 48 – den största utökningen i VM-slutspelets historia. De 48 lagen kommer att delas in i 16 trelagsgrupper, där två lag i varje grupp går vidare i turneringen. De kvarvarande 32 lagen deltar sedan i en utslagsturnering fram till finalen. Antalet matcher totalt blir 80. Reaktionerna var blandade. De som tidigare stött Michel Platinis förslag om en utökning till 40 lag var överlag positiva, medan kritiken var besk från andra håll som menade att VM:s status urholkas rejält när nästan en fjärdedel av Fifas medlemsländer kommer att delta. Andra menade att liknande kritik kommit även vid tidigare utökningar, men att oron för att kvaliteten skulle försämras visade sig obefogad. Kritik kom också mot att beslutet om utökning enbart hade ekonomiska motiv med enda syfte att öka Fifas intäkter. President Gianni Infantino försvarade sig mot anklagelserna och hävdade att beslutet att utöka VM-slutspelet enbart hade sportsliga motiv. Enligt Infantino är VM världens största fest och nu får fler lag chansen att delta.
Med utökningen från 32 till 48 lag infann sig frågan hur många platser varje kontinent skulle få i det nya formatet. Fifas råd beslutade i maj 2017 om följande fördelning, som inkluderar värdlandet (om det är flera värdländer kommer rådet att besluta vilket eller vilka som är direktkvalificerade):
De två platser som inte är direkt tilldelade en viss kontinent kommer att fördelas efter ett särskilt extrakval eller playoff-turnering med sex lag, där varje kontinent utom Europa kommer att bidra med ett lag och det sjätte laget kommer att komma från värdlandets kontinent. De fyra sämst rankade lagen kommer först att mötas två och två, och de två segrarna kommer därefter att möta de två bäst rankade lagen. De två segrarna i dessa senare matcher är klara för VM-slutspelet. Extrakvalet ska spelas i samma värdland eller -länder som VM-slutspelet.
När det gäller anbudsprocessen var det först sagt att beslut om arrangörsland eller -länder skulle tas i maj 2020, men vid Fifas kongress i maj 2017 beslutades att snabba upp förfarandet. Intresserade medlemsländer fick fram till den 11 augusti 2017 på sig att inkomma med ett anbud (medlemsländer från Europa eller Asien fick inte ansöka eftersom VM 2018 och 2022 skulle gå av stapeln där). Därefter ska Fifas kongress i juni 2018 fatta beslut. Om inget beslut kan fattas då kommer anbudsförfarandet att öppnas upp igen och då får även länder i Europa och Asien ansöka.
Hittills (juni 2018) finns bara en ansökan. Kanada-Mexiko-USA har meddelat att man kommer att söka gemensamt. Det är första gången som tre länder söker gemensamt. I ansökan framgår att merparten av de 80 matcherna (60) kommer att spelas i USA, vilket bland annat inkluderar alla matcher från och med kvartsfinalerna. Mycket kritik har på senare år riktats mot att arrangörsländerna spenderat tiotals miljarder kronor på nya arenor som i många fall inte kommer att användas eller vara mycket kraftigt överdimensionerade när VM-turneringen väl är avslutad. Sunil Gulati, ordförande i USA:s fotbollsförbund, menade att deras ansökan inte kommer att ha de problemen eftersom den nödvändiga arenaparken redan finns på plats.

## Medaljörer
| År   | Värdnation                                                     | Final        | Final              | Final           | Match om tredjepris | Match om tredjepris | Match om tredjepris |
| År   | Värdnation                                                     | Guld         | Resultat           | Silver          | Brons               | Resultat            | Fyra                |
| ---- | -------------------------------------------------------------- | ------------ | ------------------ | --------------- | ------------------- | ------------------- | ------------------- |
| 1930 | Uruguay                                                        | Uruguay      | 4 – 2              | Argentina       | USA                 | [ Not. 1 ]          | Jugoslavien         |
| 1934 | Italien                                                        | Italien      | 00002 – 1 (e.f.)   | Tjeckoslovakien | Tyskland            | 3 – 2               | Österrike           |
| 1938 | Frankrike                                                      | Italien      | 4 – 2              | Ungern          | Brasilien           | 4 – 2               | Sverige             |
| 1950 | Brasilien                                                      | Uruguay      | [ Not. 2 ]         | Brasilien       | Sverige             | [ Not. 2 ]          | Spanien             |
| 1954 | Schweiz                                                        | Västtyskland | 3 – 2              | Ungern          | Österrike           | 3 – 1               | Uruguay             |
| 1958 | Sverige                                                        | Brasilien    | 5 – 2              | Sverige         | Frankrike           | 6 – 3               | Västtyskland        |
| 1962 | Chile                                                          | Brasilien    | 3 – 1              | Tjeckoslovakien | Chile               | 1 – 0               | Jugoslavien         |
| 1966 | England                                                        | England      | 00004 – 2 (e.f.)   | Västtyskland    | Portugal            | 2 – 1               | Sovjetunionen       |
| 1970 | Mexiko                                                         | Brasilien    | 4 – 1              | Italien         | Västtyskland        | 1 – 0               | Uruguay             |
| 1974 | Västtyskland                                                   | Västtyskland | 2 – 1              | Nederländerna   | Polen               | 1 – 0               | Brasilien           |
| 1978 | Argentina                                                      | Argentina    | 00003 – 1 (e.f.)   | Nederländerna   | Brasilien           | 2 – 1               | Italien             |
| 1982 | Spanien                                                        | Italien      | 3 – 1              | Västtyskland    | Polen               | 3 – 2               | Frankrike           |
| 1986 | Mexiko                                                         | Argentina    | 3 – 2              | Västtyskland    | Frankrike           | 00004 – 2 (e.f.)    | Belgien             |
| 1990 | Italien                                                        | Västtyskland | 1 – 0              | Argentina       | Italien             | 2 – 1               | England             |
| 1994 | USA                                                            | Brasilien    | 0 – 0 (3 – 2 str.) | Italien         | Sverige             | 4 – 0               | Bulgarien           |
| 1998 | Frankrike                                                      | Frankrike    | 3 – 0              | Brasilien       | Kroatien            | 2 – 1               | Nederländerna       |
| 2002 | 2 nationer Japan Sydkorea                                      | Brasilien    | 2 – 0              | Tyskland        | Turkiet             | 3 – 2               | Sydkorea            |
| 2006 | Tyskland                                                       | Italien      | 1 – 1 (5 – 3 str.) | Frankrike       | Tyskland            | 3 – 1               | Portugal            |
| 2010 | Sydafrika                                                      | Spanien      | 00001 – 0 (e.f.)   | Nederländerna   | Tyskland            | 3 – 2               | Uruguay             |
| 2014 | Brasilien                                                      | Tyskland     | 00001 – 0 (e.f.)   | Argentina       | Nederländerna       | 3 – 0               | Brasilien           |
| 2018 | Ryssland                                                       | Frankrike    | 4 – 2              | Kroatien        | Belgien             | 2 – 0               | England             |
| 2022 | Qatar                                                          | Argentina    | 3 – 3 (4 – 2 str.) | Frankrike       | Kroatien            | 2 – 1               | Marocko             |
| 2026 | 3 nationer Kanada Mexiko USA                                   |              | –                  |                 |                     | –                   |                     |
| 2030 | 6 nationer Argentina Marocko Paraguay Portugal Spanien Uruguay |              | –                  |                 |                     | –                   |                     |
| 2034 | Saudiarabien                                                   |              | –                  |                 |                     | –                   |                     |

Anmärkningar
1. ↑  I det första världsmästerskapet spelades ingen bronsmatch. Fifa tilldömer numera USA bronset och Jugoslavien fjärdeplatsen baserat på deras totala resultat i turneringen.[19]
2. 1 2  Medaljörerna utsågs efter ett gruppspel där alla fyra lagen möttes.[20]

## Medaljtabell
| Rank | Lag             | Guld                                                              | Silver                                                            | Brons                                              | Totalt |
| ---- | --------------- | ----------------------------------------------------------------- | ----------------------------------------------------------------- | -------------------------------------------------- | ------ |
| 1    | Brasilien       | 5 (1958, 1962, 1970, 1994, 2002)                                  | 2 (1950, 1998)                                                    | 2 (1938, 1978)                                     | 9      |
| 2    | Tyskland        | 4 (1954, 1974, 1990, 2014) (1954, 1974 och 1990 som Västtyskland) | 4 (1966, 1982, 1986, 2002) (1966, 1982 och 1986 som Västtyskland) | 4 (1934, 1970, 2006, 2010) (1970 som Västtyskland) | 12     |
| 3    | Italien         | 4 (1934, 1938, 1982, 2006)                                        | 2 (1970, 1994)                                                    | 1 (1990)                                           | 7      |
| 4    | Argentina       | 3 (1978, 1986, 2022)                                              | 3 (1930, 1990, 2014)                                              | 0                                                  | 6      |
| 5    | Frankrike       | 2 (1998, 2018)                                                    | 2 (2006, 2022)                                                    | 2 (1958, 1986)                                     | 6      |
| 6    | Uruguay         | 2 (1930, 1950)                                                    | 0                                                                 | 0                                                  | 2      |
| 7    | England         | 1 (1966)                                                          | 0                                                                 | 0                                                  | 1      |
| 7    | Spanien         | 1 (2010)                                                          | 0                                                                 | 0                                                  | 1      |
| 9    | Nederländerna   | 0                                                                 | 3 (1974, 1978, 2010)                                              | 1 (2014)                                           | 4      |
| 10   | Tjeckoslovakien | 0                                                                 | 2 (1934, 1962)                                                    | 0                                                  | 2      |
| 10   | Ungern          | 0                                                                 | 2 (1938, 1954)                                                    | 0                                                  | 2      |
| 12   | Sverige         | 0                                                                 | 1 (1958)                                                          | 2 (1950, 1994)                                     | 3      |
| 12   | Kroatien        | 0                                                                 | 1 (2018)                                                          | 2 (1998, 2022)                                     | 3      |
| 14   | Polen           | 0                                                                 | 0                                                                 | 2 (1974, 1982)                                     | 2      |
| 15   | Belgien         | 0                                                                 | 0                                                                 | 1 (2018)                                           | 1      |
| 15   | Chile           | 0                                                                 | 0                                                                 | 1 (1962)                                           | 1      |
| 15   | Portugal        | 0                                                                 | 0                                                                 | 1 (1966)                                           | 1      |
| 15   | Turkiet         | 0                                                                 | 0                                                                 | 1 (2002)                                           | 1      |
| 15   | USA             | 0                                                                 | 0                                                                 | 1 (1930)                                           | 1      |
| 15   | Österrike       | 0                                                                 | 0                                                                 | 1 (1954)                                           | 1      |

## Deltagare
Hittills genom åren har totalt 85 olika lag spelat med i VM-slutspelet. Belgien, Frankrike, Mexiko och USA blev den 13 juli 1930 kl. 15:00 (lokal tid) de allra första lagen att spela i ett VM-slutspel. Qatar blev den 20 november 2022 kl. 19:00 (lokal tid) det 85:e och hittills senaste laget att träda in i VM-slutspelet.
Fotbollslandslag är ibland inte riktigt detsamma som nationalstater. Exempelvis har Färöarna ett lag trots att området tillhör Danmark. Storbritannien är av historiska skäl uppdelat i fyra fotbollslandslag: England, Wales, Skottland och Nordirland. Även Gibraltar som är ett icke-självstyrande brittiskt område har ett eget landslag.
Siffrorna i kolumnerna för de olika turneringarna anger lagens slutliga placeringar i respektive slutspel enligt Fifa. En prick, "•", markerar att laget inte existerade och därmed inte kunde kvala in till turneringen.
| Nation                                                                           | Nr             | 30 | 34 | 38 | 50 | 54 | 58 | 62 | 66 | 70 | 74 | 78 | 82 | 86 | 90 | 94 | 98 | 02 | 06 | 10 | 14 | 18 | 22 | 26 | Antal VM |
| -------------------------------------------------------------------------------- | -------------- | -- | -- | -- | -- | -- | -- | -- | -- | -- | -- | -- | -- | -- | -- | -- | -- | -- | -- | -- | -- | -- | -- | -- | -------- |
| Algeriet                                                                         | 50             | •  | •  | •  | •  | •  | •  | •  |    |    |    |    | 13 | 22 |    |    |    |    |    | 28 | 14 |    |    |    | 4        |
| Angola                                                                           | 72             | •  | •  | •  | •  | •  | •  | •  | •  | •  | •  |    |    |    |    |    |    |    | 23 |    |    |    |    |    | 1        |
| Argentina                                                                        | 9              | 2  | 9  |    |    |    | 13 | 10 | 5  |    | 8  | 1  | 11 | 1  | 2  | 10 | 6  | 18 | 6  | 5  | 2  | 16 | 1  |    | 18       |
| Australien                                                                       | 43             |    |    |    |    |    |    |    |    |    | 14 |    |    |    |    |    |    |    | 16 | 21 | 30 | 30 | 11 |    | 6        |
| Belgien                                                                          | 1              | 11 | 15 | 13 |    | 12 |    |    |    | 10 |    |    | 10 | 4  | 11 | 11 | 19 | 14 |    |    | 6  | 3  | 23 |    | 14       |
| Bolivia                                                                          | 11             | 12 |    |    | 13 |    |    |    |    |    |    |    |    |    |    | 21 |    |    |    |    |    |    |    |    | 3        |
| Bosnien och Hercegovina                                                          | 77             | •  | •  | •  | •  | •  | •  | •  | •  | •  | •  | •  | •  | •  | •  | •  |    |    |    |    | 20 |    |    |    | 1        |
| Brasilien                                                                        | 5              | 6  | 14 | 3  | 2  | 5  | 1  | 1  | 11 | 1  | 4  | 3  | 5  | 5  | 9  | 1  | 2  | 1  | 5  | 6  | 4  | 6  | 7  |    | 22       |
| Bulgarien                                                                        | 35             |    |    |    |    |    |    | 15 | 15 | 13 | 12 |    |    | 15 |    | 4  | 29 |    |    |    |    |    |    |    | 7        |
| Chile                                                                            | 10             | 5  |    |    | 9  |    |    | 3  | 13 |    | 11 |    | 22 |    |    |    | 16 |    |    | 10 | 9  |    |    |    | 9        |
| Colombia                                                                         | 35             |    |    |    |    |    |    | 14 |    |    |    |    |    |    | 14 | 19 | 21 |    |    |    | 5  | 9  |    |    | 6        |
| Costa Rica                                                                       | 56             |    |    |    |    |    |    |    |    |    |    |    |    |    | 13 |    |    | 19 | 31 |    | 8  | 29 | 27 |    | 6        |
| Danmark                                                                          | 55             |    |    |    |    |    |    |    |    |    |    |    |    | 9  |    |    | 8  | 10 |    | 24 |    | 11 | 28 |    | 6        |
| Ecuador                                                                          | 68             |    |    |    |    |    |    |    |    |    |    |    |    |    |    |    |    | 24 | 12 |    | 17 |    | 18 |    | 4        |
| Egypten                                                                          | 14             |    | 13 |    |    |    |    |    |    |    |    |    |    |    | 20 |    |    |    |    |    |    | 31 |    |    | 3        |
| El Salvador                                                                      | 40             |    |    |    |    |    |    |    |    | 16 |    |    | 24 |    |    |    |    |    |    |    |    |    |    |    | 2        |
| Elfenbenskusten                                                                  | 71             | •  | •  | •  | •  | •  | •  |    |    |    |    |    |    |    |    |    |    |    | 19 | 17 | 21 |    |    |    | 3        |
| England                                                                          | 28             |    |    |    | 8  | 6  | 11 | 8  | 1  | 8  |    |    | 6  | 8  | 4  |    | 9  | 6  | 7  | 13 | 26 | 4  | 6  |    | 16       |
| Frankrike                                                                        | 1              | 7  | 9  | 6  |    | 11 | 3  |    | 13 |    |    | 12 | 4  | 3  |    |    | 1  | 28 | 2  | 29 | 7  | 1  | 2  |    | 16       |
| Förenade arabemiraten                                                            | 58             | •  | •  | •  | •  | •  | •  | •  | •  | •  |    |    |    |    | 24 |    |    |    |    |    |    |    |    |    | 1        |
| Ghana                                                                            | 73             | •  | •  | •  | •  | •  |    |    |    |    |    |    |    |    |    |    |    |    | 13 | 7  | 25 |    | 24 |    | 4        |
| Grekland                                                                         | 60             |    |    |    |    |    |    |    |    |    |    |    |    |    |    | 24 |    |    |    | 25 | 13 |    |    |    | 3        |
| Haiti                                                                            | 45             |    |    |    |    |    |    |    |    |    | 15 |    |    |    |    |    |    |    |    |    |    |    |    |    | 1        |
| Honduras                                                                         | 51             |    |    |    |    |    |    |    |    |    |    |    | 18 |    |    |    |    |    |    | 30 | 31 |    |    |    | 3        |
| Irak                                                                             | 54             |    |    |    |    |    |    |    |    |    |    |    |    | 23 |    |    |    |    |    |    |    |    |    |    | 1        |
| Iran                                                                             | 47             |    |    |    |    |    |    |    |    |    |    | 14 |    |    |    |    | 20 |    | 25 |    | 28 | 18 | 26 |    | 6        |
| Irland                                                                           | 57             |    |    |    |    |    |    |    |    |    |    |    |    |    | 8  | 16 |    | 12 |    |    |    |    |    |    | 3        |
| Island                                                                           | 78             |    |    |    |    |    |    |    |    |    |    |    |    |    |    |    |    |    |    |    |    | 28 |    |    | 1        |
| Israel                                                                           | 39             | •  | •  | •  |    |    |    |    |    | 12 |    |    |    |    |    |    |    |    |    |    |    |    |    |    | 1        |
| Italien                                                                          | 14             |    | 1  | 1  | 7  | 10 |    | 9  | 9  | 2  | 10 | 4  | 1  | 12 | 3  | 2  | 5  | 15 | 1  | 26 | 22 |    |    |    | 18       |
| Jamaica                                                                          | 64             | •  | •  | •  | •  | •  | •  | •  |    |    |    |    |    |    |    |    | 22 |    |    |    |    |    |    |    | 1        |
| Japan                                                                            | 63             |    |    |    |    |    |    |    |    |    |    |    |    |    |    |    | 31 | 9  | 28 | 9  | 29 | 15 | 9  |    | 7        |
| Kamerun                                                                          | 48             | •  | •  | •  | •  | •  | •  |    |    |    |    |    | 17 |    | 7  | 22 | 25 | 20 |    | 31 | 32 |    | 19 |    | 8        |
| Kanada                                                                           | 53             |    |    |    |    |    |    |    |    |    |    |    |    | 24 |    |    |    |    |    |    |    |    | 31 |    | 2        |
| Kina                                                                             | 69             |    |    |    |    |    |    |    |    |    |    |    |    |    |    |    |    | 31 |    |    |    |    |    |    | 1        |
| Kongo-Kinshasa/ · Zaire (1974)                                                   | 44             | •  | •  | •  | •  | •  | •  |    |    |    | 16 |    |    |    |    |    |    |    |    |    |    |    |    |    | 1        |
| Kroatien                                                                         | 64             | •  | •  | •  | •  | •  | •  | •  | •  | •  | •  | •  | •  | •  | •  |    | 3  | 23 | 22 |    | 19 | 2  | 3  |    | 6        |
| Kuba                                                                             | 24             |    |    | 8  |    |    |    |    |    |    |    |    |    |    |    |    |    |    |    |    |    |    |    |    | 1        |
| Kuwait                                                                           | 52             | •  | •  | •  | •  | •  | •  |    |    |    |    |    | 21 |    |    |    |    |    |    |    |    |    |    |    | 1        |
| Marocko                                                                          | 40             | •  | •  | •  | •  | •  |    |    |    | 14 |    |    |    | 11 |    | 23 | 18 |    |    |    |    | 27 | 4  |    | 6        |
| Mexiko                                                                           | 1              | 13 |    |    | 12 | 13 | 16 | 11 | 12 | 6  |    | 16 |    | 6  |    | 13 | 13 | 11 | 15 | 14 | 10 | 12 | 22 |    | 17       |
| Nederländerna                                                                    | 14             |    | 9  | 14 |    |    |    |    |    |    | 2  | 2  |    |    | 15 | 7  | 4  |    | 11 | 2  | 3  |    | 5  |    | 11       |
| Nederländska Ostindien                                                           | 24             |    |    | 15 | •  | •  | •  | •  | •  | •  | •  | •  | •  | •  | •  | •  | •  | •  | •  | •  | •  | •  | •  | •  | 1        |
| Nigeria                                                                          | 61             | •  | •  | •  | •  | •  | •  |    |    |    |    |    |    |    |    | 9  | 12 | 27 |    | 27 | 16 | 21 |    |    | 6        |
| Nordirland                                                                       | 32             |    |    |    |    |    | 8  |    |    |    |    |    | 9  | 21 |    |    |    |    |    |    |    |    |    |    | 3        |
| Nordkorea                                                                        | 37             | •  | •  | •  |    |    |    |    | 8  |    |    |    |    |    |    |    |    |    |    | 32 |    |    |    |    | 2        |
| Norge                                                                            | 24             |    |    | 12 |    |    |    |    |    |    |    |    |    |    |    | 17 | 15 |    |    |    |    |    |    |    | 3        |
| Nya Zeeland                                                                      | 49             |    |    |    |    |    |    |    |    |    |    |    | 23 |    |    |    |    |    |    | 22 |    |    |    |    | 2        |
| Panama                                                                           | 79             |    |    |    |    |    |    |    |    |    |    |    |    |    |    |    |    |    |    |    |    | 32 |    |    | 1        |
| Paraguay                                                                         | 12             | 9  |    |    | 11 |    | 12 |    |    |    |    |    |    | 13 |    |    | 14 | 16 | 18 | 8  |    |    |    |    | 8        |
| Peru                                                                             | 7              | 10 |    |    |    |    |    |    |    | 7  |    | 8  | 20 |    |    |    |    |    |    |    |    | 20 |    |    | 5        |
| Polen                                                                            | 27             |    |    | 11 |    |    |    |    |    |    | 3  | 5  | 3  | 14 |    |    |    | 25 | 21 |    |    | 25 | 15 |    | 9        |
| Portugal                                                                         | 37             |    |    |    |    |    |    |    | 3  |    |    |    |    | 17 |    |    |    | 21 | 4  | 11 | 18 | 13 | 8  |    | 8        |
| Qatar                                                                            | 80             | •  | •  | •  | •  | •  | •  | •  | •  | •  |    |    |    |    |    |    |    |    |    |    |    |    | 32 |    | 1        |
| Rumänien                                                                         | 7              | 8  | 12 | 9  |    |    |    |    |    | 10 |    |    |    |    | 12 | 6  | 11 |    |    |    |    |    |    |    | 7        |
| Ryssland (1994–)/ · Sovjetunionen (1930–1990)                                    | 32             |    |    |    |    |    | 7  | 6  | 4  | 5  |    |    | 7  | 10 | 17 | 18 |    | 22 |    |    | 24 | 8  |    |    | 11       |
| Saudiarabien                                                                     | 59             | •  |    |    |    |    |    |    |    |    |    |    |    |    |    | 12 | 28 | 32 | 28 |    |    | 26 | 25 |    | 6        |
| Schweiz                                                                          | 14             |    | 7  | 7  | 6  | 8  |    | 16 | 16 |    |    |    |    |    |    | 15 |    |    | 10 | 19 | 11 | 14 | 12 |    | 12       |
| Senegal                                                                          | 66             | •  | •  | •  | •  | •  | •  |    |    |    |    |    |    |    |    |    |    | 7  |    |    |    | 17 | 10 |    | 3        |
| Serbien (2010–)/ · Serbien och Montenegro (1994–2006)/ · Jugoslavien (1930–1990) | 5              | 4  |    |    | 5  | 7  | 5  | 4  |    |    | 7  |    | 16 |    | 5  |    | 10 |    | 32 | 23 |    | 23 | 29 |    | 13       |
| Skottland                                                                        | 29             |    |    |    |    | 15 | 14 |    |    |    | 9  | 11 | 15 | 19 | 18 |    | 27 |    |    |    |    |    |    |    | 8        |
| Slovakien                                                                        | 76             | •  | •  | •  | •  | •  | •  | •  | •  | •  | •  | •  | •  | •  | •  |    |    |    |    | 16 |    |    |    |    | 1        |
| Slovenien                                                                        | 67             | •  | •  | •  | •  | •  | •  | •  | •  | •  | •  | •  | •  | •  | •  |    |    | 30 |    | 18 |    |    |    |    | 2        |
| Spanien                                                                          | 14             |    | 5  |    | 4  |    |    | 13 | 10 |    |    | 10 | 12 | 7  | 10 | 8  | 17 | 5  | 9  | 1  | 23 | 10 | 13 |    | 16       |
| Sverige                                                                          | 14             |    | 8  | 4  | 3  |    | 2  |    |    | 9  | 5  | 13 |    |    | 21 | 3  |    | 13 | 14 |    |    | 7  |    |    | 12       |
| Sydafrika                                                                        | 62             |    |    |    |    |    |    |    |    |    |    |    |    |    |    |    | 24 | 17 |    | 20 |    |    |    |    | 3        |
| Sydkorea                                                                         | 30             | •  | •  | •  |    | 16 |    |    |    |    |    |    |    | 20 | 22 | 20 | 30 | 4  | 17 | 15 | 27 | 19 | 16 |    | 11       |
| Tjeckien (1994–)/ · Tjeckoslovakien (1930–1990)                                  | 22             |    | 2  | 5  |    | 14 | 9  | 2  |    | 15 |    |    | 19 |    | 6  |    |    |    | 20 |    |    |    |    |    | 9        |
| Togo                                                                             | 74             | •  | •  | •  | •  | •  | •  |    |    |    |    |    |    |    |    |    |    |    | 30 |    |    |    |    |    | 1        |
| Trinidad och Tobago                                                              | 70             | •  | •  | •  | •  | •  | •  | •  |    |    |    |    |    |    |    |    |    |    | 27 |    |    |    |    |    | 1        |
| Tunisien                                                                         | 46             | •  | •  | •  | •  | •  |    |    |    |    |    | 13 |    |    |    |    | 26 | 29 | 24 |    |    | 24 | 21 |    | 6        |
| Turkiet                                                                          | 30             |    |    |    |    | 9  |    |    |    |    |    |    |    |    |    |    |    | 3  |    |    |    |    |    |    | 2        |
| Tyskland (inklusive Västtyskland)                                                | 22             |    | 3  | 10 |    | 1  | 4  | 7  | 2  | 3  | 1  | 6  | 2  | 2  | 1  | 5  | 7  | 2  | 3  | 3  | 1  | 22 | 17 |    | 20       |
| Ukraina                                                                          | 75             | •  | •  | •  | •  | •  | •  | •  | •  | •  | •  | •  | •  | •  | •  |    |    |    | 8  |    |    |    |    |    | 1        |
| Ungern                                                                           | 14             |    | 6  | 2  |    | 2  | 10 | 5  | 6  |    |    | 15 | 14 | 18 |    |    |    |    |    |    |    |    |    |    | 9        |
| Uruguay                                                                          | 13             | 1  |    |    | 1  | 4  |    | 12 | 7  | 4  | 13 |    |    | 16 | 16 |    |    | 26 |    | 4  | 12 | 5  | 20 |    | 14       |
| USA                                                                              | 1              | 3  | 16 |    | 10 |    |    |    |    |    |    |    |    |    | 23 | 14 | 32 | 8  | 25 | 12 | 15 |    | 14 |    | 11       |
| Wales                                                                            | 32             |    |    |    |    |    | 6  |    |    |    |    |    |    |    |    |    |    |    |    |    |    |    | 30 |    | 2        |
| Österrike                                                                        | 14             |    | 4  |    |    | 3  | 15 |    |    |    |    | 7  | 8  |    | 18 |    | 23 |    |    |    |    |    |    |    | 7        |
| Östtyskland                                                                      | 42             | •  | •  | •  |    |    |    |    |    |    | 6  |    |    |    |    | •  | •  | •  | •  | •  | •  | •  | •  | •  | 1        |
| Antal nationer                                                                   | Antal nationer | 13 | 16 | 15 | 13 | 16 | 16 | 16 | 16 | 16 | 16 | 16 | 24 | 24 | 24 | 24 | 32 | 32 | 32 | 32 | 32 | 32 | 32 | 48 | v • r    |
| Nation                                                                           | Nr             | 30 | 34 | 38 | 50 | 54 | 58 | 62 | 66 | 70 | 74 | 78 | 82 | 86 | 90 | 94 | 98 | 02 | 06 | 10 | 14 | 18 | 22 | 26 | v • r    |

Anmärkningar
1. 1 2  Visar i vilken ordning respektive nation gjort sitt inträde i VM-slutspelet baserat på datum och klockslag för första matchen.
2. ↑  SFR Jugoslavien spelade mot Brasilien den 14 juli 1930.
3. 1 2  Tjeckoslovakien-Rumänien spelades samtidigt som Västtyskland-Belgien, den 27 maj 1934 kl 16:30

Färger
     Guld
     Silver
     Brons
     Bästa VM-placering (bortsett från medaljplaceringar)
     Sämsta VM-placering (bortsett från medaljplaceringar)

## Maratontabell
Tabellen omfattar bara de 34 främsta länderna.
| Nr | Nation                                 | S   | V  | O  | F  | GM  | IM  | MS   | P   |
| -- | -------------------------------------- | --- | -- | -- | -- | --- | --- | ---- | --- |
| 1  | Brasilien (22)                         | 114 | 76 | 19 | 19 | 237 | 108 | +129 | 247 |
| 2  | Tyskland (inklusive Västtyskland) (20) | 112 | 68 | 21 | 23 | 232 | 130 | +102 | 225 |
| 3  | Argentina (18)                         | 88  | 47 | 17 | 24 | 152 | 100 | +52  | 158 |
| 4  | Italien (18)                           | 83  | 45 | 21 | 17 | 128 | 77  | +51  | 156 |
| 5  | Frankrike (16)                         | 73  | 39 | 14 | 20 | 136 | 86  | +50  | 131 |
| 6  | England (16)                           | 74  | 32 | 22 | 20 | 104 | 68  | +36  | 118 |
| 7  | Spanien (16)                           | 67  | 31 | 17 | 19 | 108 | 75  | +33  | 110 |
| 8  | Nederländerna (11)                     | 55  | 30 | 14 | 11 | 96  | 52  | +44  | 104 |
| 9  | Uruguay (14)                           | 59  | 25 | 13 | 21 | 89  | 76  | +13  | 88  |
| 10 | Belgien (14)                           | 51  | 21 | 10 | 20 | 69  | 74  | −5   | 73  |
| 11 | Sverige (12)                           | 51  | 19 | 13 | 19 | 80  | 73  | +7   | 70  |
| 12 | Ryssland och Sovjetunionen (11)        | 45  | 19 | 10 | 16 | 78  | 54  | +24  | 67  |
| 13 | Mexiko (17)                            | 59  | 17 | 15 | 27 | 62  | 101 | −39  | 66  |
| 14 | Serbien och Jugoslavien (13)           | 49  | 18 | 9  | 22 | 71  | 70  | +1   | 63  |
| 15 | Portugal (8)                           | 35  | 17 | 6  | 12 | 61  | 41  | +20  | 57  |
| 16 | Polen (9)                              | 38  | 17 | 6  | 15 | 49  | 50  | −1   | 57  |
| 17 | Schweiz (12)                           | 41  | 14 | 8  | 19 | 55  | 73  | −18  | 50  |
| 18 | Ungern (9)                             | 32  | 15 | 3  | 14 | 87  | 57  | +30  | 48  |
| 19 | Kroatien (6)                           | 30  | 13 | 8  | 9  | 41  | 33  | +8   | 47  |
| 20 | Tjeckien och Tjeckoslovakien (9)       | 33  | 12 | 5  | 16 | 47  | 49  | −2   | 41  |
| 21 | Österrike (7)                          | 29  | 12 | 4  | 13 | 43  | 47  | −4   | 40  |
| 22 | Chile (9)                              | 33  | 11 | 7  | 15 | 40  | 49  | −9   | 40  |
| 23 | USA (11)                               | 37  | 9  | 8  | 20 | 40  | 66  | −26  | 35  |
| 24 | Danmark (6)                            | 22  | 9  | 5  | 8  | 31  | 29  | +2   | 32  |
| 25 | Paraguay (8)                           | 27  | 7  | 10 | 10 | 30  | 38  | −8   | 31  |
| 26 | Sydkorea (11)                          | 38  | 7  | 10 | 21 | 39  | 78  | −39  | 31  |
| 27 | Colombia (6)                           | 22  | 9  | 3  | 10 | 32  | 30  | +2   | 30  |
| 28 | Rumänien (7)                           | 21  | 8  | 5  | 8  | 30  | 32  | −2   | 29  |
| 29 | Japan (7)                              | 25  | 7  | 6  | 12 | 25  | 33  | −8   | 27  |
| 30 | Costa Rica (6)                         | 21  | 6  | 5  | 10 | 22  | 39  | −17  | 23  |
| 31 | Kamerun (8)                            | 26  | 5  | 8  | 13 | 22  | 47  | −25  | 23  |
| 32 | Marocko (6)                            | 23  | 5  | 7  | 11 | 20  | 27  | −7   | 22  |
| 33 | Nigeria (6)                            | 21  | 6  | 3  | 12 | 23  | 30  | −7   | 21  |
| 34 | Skottland (8)                          | 23  | 4  | 7  | 12 | 25  | 41  | −16  | 19  |

Anmärkningar
Det är resultaten efter ordinarie speltid (90 minuter) som har räknats i tabellen. Seger efter förlängning eller efter straffsparkar räknas som oavgjord. Seger ger tre poäng, oavgjorda matcher ger en poäng och förluster ger inga poäng. Värdet inom parentes visar antalet deltagna turneringar. Resultat mellan 1930 och 1990 är omräknade till trepoängssystemet.

## Skyttekungar

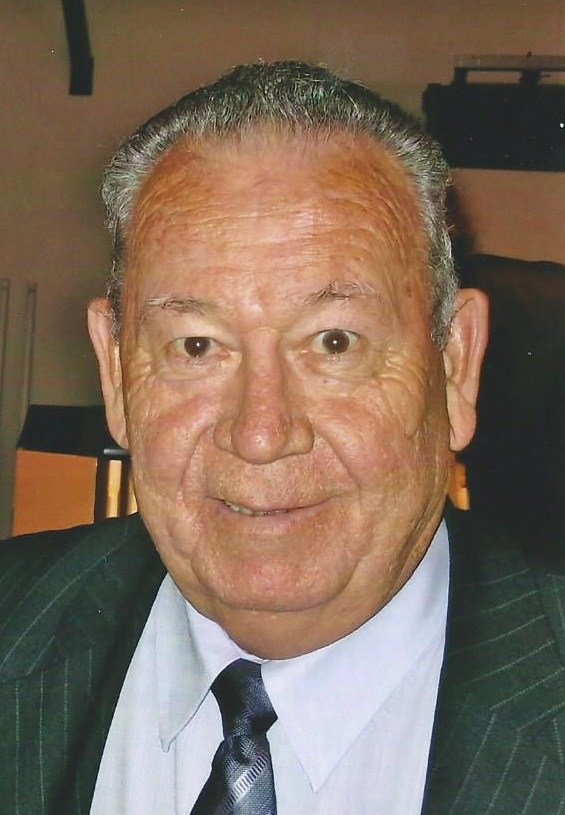
Just Fontaine gjorde hela 13 mål under fotbolls-VM 1958.

Följande spelare har gjort flest mål och blivit "skyttekungar" i de VM-slutspel som hittills arrangerats. Siffrorna anger antalet mål. Se även Statistik över världsmästerskapet i fotboll för herrar.
Tävlingen hette "Golden Shoe" 1930–2006, men "Golden Boot" från och med 2010. Sedan 1982 har det officiella namnet innehållit en skosponsor.
- 1930:  Guillermo Stábile - 8
- 1934:  Oldřich Nejedlý - 5
- 1938:  Leônidas da Silva - 7
- 1950:  Ademir - 9
- 1954:  Sándor Kocsis - 11
- 1958:  Just Fontaine - 13
- 1962:  Garrincha,  Vavá,  Leonel Sánchez,  Flórián Albert,  Valentin Ivanov,  Dražan Jerković - 4
- 1966:  Eusébio - 9
- 1970:  Gerd Müller - 10
- 1974:  Grzegorz Lato - 7
- 1978:  Mario Kempes - 6
- 1982:  Paolo Rossi - 6
- 1986:  Gary Lineker - 6
- 1990:  Salvatore Schillaci - 6
- 1994:  Hristo Stoitjkov,  Oleg Salenko - 6
- 1998:  Davor Šuker - 6
- 2002:  Ronaldo - 8
- 2006:  Miroslav Klose, - 5
- 2010:  Thomas Müller - 5
- 2014:  James Rodríguez - 6
- 2018:  Harry Kane - 6
- 2022:  Kylian Mbappé - 8

Anmärkningar
2010 fanns det fyra spelare som gjorde fem mål, men Thomas Müller fick priset som skyttekung tack vare flest gjorda assist, tre stycken. Som en liten tröst fick övriga tre i skyttetoppen andra utmärkelser: Diego Forlán (ingen assist): "Adidas Golden Ball", Wesley Sneijder (en assist): "Adidas Silver Ball" och David Villa (en assist): "Adidas Bronze Ball". Endast tio assist har gjorts genom alla tider av de tre-fyra bästa målskyttarna genom varje turnering, enligt Fifas statistik för "Golden Boot".[källa behövs]

## Främsta målskyttar
Huvudartikel: Statistik över världsmästerskapet i fotboll för herrar

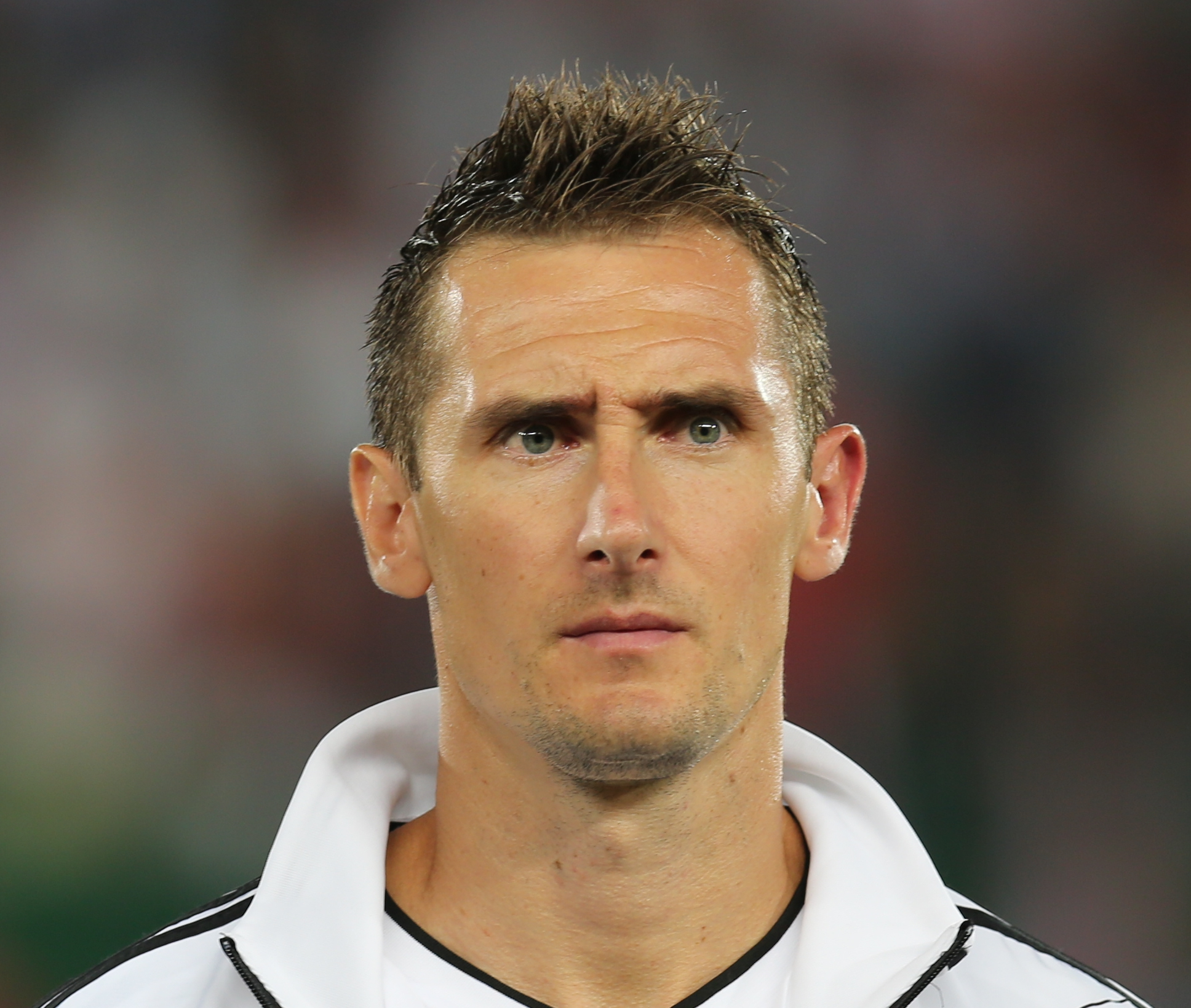
Miroslav Klose har gjort flest VM-mål.

Tysken Miroslav Klose är den målrikaste spelaren i VM, med totalt sexton gjorda mål. Totalt femton spelare har gjort minst 10-VM-mål; VM-turneringar markerade med kursiv fetstil visar turneringar spelarna varit skyttekung i:
16 mål
- Miroslav Klose; 5 mål 2002, 5 mål 2006, 4 mål 2010, 2 mål 2014

15 mål
- Ronaldo; 4 mål 1998, 8 mål 2002, 3 mål 2006

14 mål
- Gerd Müller; 10 mål 1970, 4 mål 1974

13 mål
- Just Fontaine (1958)
- Lionel Messi; 1 mål 2006, 4 mål 2014, 1 mål 2018, 7 mål 2022

12 mål
- Pelé; 6 mål 1958, 1 mål 1962, 1 mål 1966, 4 mål 1970
- Kylian Mbappé; 4 mål 2018, 8 mål 2022

11 mål
- Sándor Kocsis (1954)
- Jürgen Klinsmann; 3 mål 1990, 5 mål 1994, 3 mål 1998

10 mål
- Helmut Rahn; 4 mål 1954, 6 mål 1958
- Teófilo Cubillas; 5 mål 1970, 5 mål 1978
- Grzegorz Lato; 7 mål 1974, 2 mål 1978, 1 mål 1982
- Gary Lineker; 6 mål 1986, 4 mål 1990
- Gabriel Batistuta; 4 mål 1994, 5 mål 1998, 1 mål 2002
- Thomas Müller; 5 mål 2010, 5 mål 2014